# Anoteropsis blesti
Anoteropsis blesti là một loài nhện trong họ Lycosidae.
Loài này thuộc chi Anoteropsis. Anoteropsis blesti được Cor J. Vink miêu tả năm 2002.